# Светотехника (стадион)
«Светоте́хника» — центральный многофункциональный стадион республики Мордовия. До 2010 года являлся домашней ареной футбольного клуба «Мордовия» (Саранск). 15 июля 2010 года начался снос стадиона, который был завершён 6 сентября.
С 2011 года ФК «Мордовия» стал проводить домашние матчи на стадионе «Старт». На «Светотехнике» также проводились соревнования по ледовому спидвею.

## Характеристики
- Количество мест: 14 000 (пластиковые сиденья)
- Газон искусственный пятого поколения с подогревом
- Козырёк: только над центральной трибуной

## Будущее стадиона
В честь тысячелетия единения народов Мордовии с народами России в центральной части Саранска создан новый архитектурный ансамбль — площадь Тысячелетия, который стал одной из главных достопримечательностей столицы. Он появился рядом с новым зданием Республиканской библиотеки имени А. С. Пушкина. Эта площадь раскинулась вплоть до Дворца спорта и заняла место стадиона.

## Адрес стадиона
Саранск, ул. Богдана Хмельницкого, 51.